# Taraxacum sect. Palustria
La  Taraxacum sect. Palustria   (H.Lindb.) Dahlst., 1921 è una sezione di piante angiosperme dicotiledoni del genere Taraxacum della famiglia delle Asteraceae.

## Etimologia
Il nome scientifico della sezione è stato definito dai botanici Harald Lindberg (1871-1963) e Gustav Adolf Hugo Dahlstedt (1856-1934) nella pubblicazione " Acta Florae Sueciae. Stockholm" ( Acta Fl. Sueciae 1: 37. ) del 1921.

## Descrizione
Habitus. Le specie di questo gruppo in genere sono piante perenni scapose non molto alte e gracili. La forma biologica prevalente è emicriptofita rosulata (H ros), ossia sono piante erbacee, a ciclo biologico perenne, con gemme svernanti al livello del suolo e protette dalla lettiera o dalla neve e hanno le foglie disposte a formare una rosetta basale. La riproduzione delle specie di questo genere può avvenire normalmente per via sessuale oppure anche in modo apomittico.
Radici. Le radici sono dei grossi fittoni poco ramificati. Il fittone è perenne e quando aumenta in grossezza la sua lunghezza si espande e si contrae alternativamente. Nella radice è presente un lattice amaro.
Fusto. La parte aerea vera e propria del fusto è assente: dalla parte apicale del rizoma, posto al livello del suolo, emerge direttamente la rosetta basale e uno o più peduncoli; questi possono essere glabri o villosi (soprattutto nella parte distale). Le piante di questo gruppo sono alte 10 – 25 cm.
Foglie. Le foglie sono solamente basali (rosette radicali) con disposizione alterna lungo il caule. Le foglie terminano progressivamente in un picciolo allungato. La lamina ha una forma strettamente lanceolata (al massimo ovata). I margini sono dentati e spaziati. Gli apici sono da arrotondati a acuti. Le facce sono glabre o debolmente villose, colorate di verde carico e lucide.
Infiorescenza. Le infiorescenze sono composte da alcuni capolini peduncolati. I capolini sono formati da un involucro a forma da campanulata a oblunga composto da brattee (o squame) disposte in due serie principali in modo embricato, all'interno delle quali un ricettacolo fa da base ai fiori tutti ligulati. Le brattee si dividono in interne ed esterne (queste ultime formano un calice basale all'involucro). Quelle esterne sono più o meno largamente ovate, colorate di verde scuro-nerastro e sono strettamente appressate al capolino; i cornetti apicali non sono presenti (a parte una linguetta arrossata), ma i margini sono membranosi. Il ricettacolo è piano e butterato (alla fine diventa convesso), è inoltre nudo, ossia privo di pagliette a protezione della base dei fiori.
Fiori. I fiori tutti ligulati, sono tetra-ciclici (ossia sono presenti 4 verticilli: calice – corolla – androceo – gineceo) e pentameri (ogni verticillo ha in genere 5 elementi). I fiori sono ermafroditi, fertili e zigomorfi.
- Formula fiorale:

*/x K {\displaystyle \infty }, [C (5), A (5)], G 2 (infero), achenio
- Calice: i sepali del calice sono ridotti ad una coroncina di squame.
- Corolla: le corolle sono formate da una ligula terminante con 5 denti. La corolla è colorata di giallo citrino con strisce esterne colorate di rosso scuro.
- Androceo: gli stami sono 5 con filamenti liberi e distinti, mentre le antere sono saldate in un manicotto (o tubo) circondante lo stilo.[15] Le antere sono e prive di codette e alla base sono acute. Il polline è tricolporato.[16]
- Gineceo: lo stilo è filiforme. Gli stigmi dello stilo sono due divergenti e ricurvi con la superficie stigmatica posizionata internamente (vicino alla base).[17] L'ovario è infero uniloculare formato da 2 carpelli.
- Fioritura: da marzo a giugno.

Frutti. I frutti sono degli acheni con pappo. Gli acheni sono piccoli e di colore da grigio a bruno-olivaceo; la forma del corpo è sottile e allungata, angolosa (con 4 - 12 coste), con becco e pappo finale; la superficie in genere è glabra, mentre nella parte superiore (in prossimità del becco) è ricoperta da numerosi tubercoli ed aculei. Il becco è sottile è più lungo del corpo. Il pappo è persistente ed è formato da numerose (da 50 a 100) setole bianche (peli semplici) disposte su una serie.

## Biologia
- Impollinazione: l'impollinazione avviene tramite insetti (impollinazione entomogama tramite farfalle diurne e notturne).
- Riproduzione: la fecondazione avviene fondamentalmente tramite l'impollinazione dei fiori (vedi sopra).
- Dispersione: i semi (gli acheni) cadendo a terra sono successivamente dispersi soprattutto da insetti tipo formiche (disseminazione mirmecoria). In questo tipo di piante avviene anche un altro tipo di dispersione: zoocoria. Infatti gli uncini delle brattee dell'involucro si agganciano ai peli degli animali di passaggio disperdendo così anche su lunghe distanze i semi della pianta.

## Distribuzione e habitat
- Distribuzione: in Italia le specie di questo gruppo si trovano più o meno su tutto il territorio. Altrove sono presenti in Europa e Asia occidentale.[3]
- Habitat: l'habitat preferito per queste piante sono le aree con ristagno d'acqua e ambienti in genere umidi.
- Distribuzione altitudinale: sui rilievi, in Italia, queste piante si possono trovare fino a 1.000 m s.l.m..

## Tassonomia
La famiglia di appartenenza di questa voce (Asteraceae o Compositae, nomen conservandum) probabilmente originaria del Sud America, è la più numerosa del mondo vegetale, comprende oltre 23.000 specie distribuite su 1.535 generi, oppure 22.750 specie e 1.530 generi secondo altre fonti (una delle checklist più aggiornata elenca fino a 1.679 generi). La famiglia attualmente (2021) è divisa in 16 sottofamiglie.

### Filogenesi
Il genere di questa voce appartiene alla sottotribù Crepidinae della tribù Cichorieae (unica tribù della sottofamiglia Cichorioideae). In base ai dati filogenetici la sottofamiglia Cichorioideae è il terz'ultimo gruppo che si è separato dal nucleo delle Asteraceae (gli ultimi due sono Corymbioideae e Asteroideae). La sottotribù Crepidinae fa parte del "quarto" clade della tribù; in questo clade è in posizione "centrale" vicina alle sottotribù Chondrillinae e Hypochaeridinae.
La sottotribù è divisa in due gruppi principali uno a predominanza asiatica e l'altro di origine mediterranea/euroasiatica. Da un punto di vista filogenetico, all'interno della sottotribù, sono stati individuati 5 subcladi. Il genere di questa voce appartiene al subclade denominato "Ixeris-Ixeridium-Taraxacum clade". Nel clade Ixeris-Ixeridium-Taraxacum i primi due generi (Ixeris e Ixeridium) formano un "gruppo fratello", mentre il grande genere Taraxacum è in posizione "basale". In posizione intermedia, questo clade include anche il genere Askellia. [La precedente configurazione filogenetica è basata sull'analisi di alcune particolari regioni (nrITS) del DNA; analisi su altre regioni (DNA del plastidio) possono dare dei risultati lievemente diversi.]
I caratteri distintivi per il genere Taraxacum sono:
- le piante sono rizomatose;
- le foglie sono riunite in rosette radicali;
- le infiorescenze sono formate da capolini solitari e terminali;
- le brattee sono disposte in due serie;
- il tubo della corolla ha all'apice dei ciuffi di lunghi peli;
- i capolini hanno un numero elevato di fiori (fino a 300);
- i numeri cromosomici sono elevati;

Il genere Taraxacum è composto da numerosi "stirpi" o "aggregati" (o sezioni tassonomiche) le cui specie differiscono poco una dall'altra. La causa di questa elevata presenza di "specie collettive" è l'apogamia collegata a processi di poliploidizzazione (spesso sono presenti individui triploidi, tetraploidi, pentaploidi, esaploidi, e oltre). Un altro fattore importante per spiegare le variazioni, oltre alle mutazioni genetiche, è l'ibridazione.

Il successo della diffusione di questo genere (e anche della sua variabilità) è dato inoltre dal fatto che facilmente le sue specie si adattano ad ogni tipo di habitat (per questo in più parti sono considerate piante invasive); oltre a questo il "soffione", l'organo di supporto per la riproduzione, può contenere oltre un centinaio di pappi con relativi semi. 

Altre ricerche hanno collegato la maggiore frequenza della comparsa dell'apogamia in gruppi di specie situate in areali fortemente influenzati dall'antropizzazione; viceversa altri gruppi relegati in ambienti naturali più tranquilli si presentano con minore variabilità e una diploidia più bassa e costante. Per i motivi sopra esposti questo genere viene più facilmente descritto attraverso il concetto di "aggregato" (o specie collettive o sezioni), piuttosto che attraverso singole specie di difficile definizione. Attualmente (2022) il genere Taraxacum è suddiviso in 50 - 60 sezioni (secondo i vari Autori). In Europa sono presenti 35 sezioni, mentre in Italia sono presenti 16 sezioni (con circa 150 specie).
I caratteri distintivi per le specie di questa sezione sono:
- gli habitat preferiti da queste piante sono le zone a ristagno d'acqua;
- il picciolo delle foglie (lobate o dentate) è evidente;
- le brattee esterne dell'involucro sono prive di cornetti apicali, ma hanno un margine membranoso;
- la componente rossa negli acheni (colorati di grigio) non è presente;
- il becco degli acheni è sottile e più lungo del corpo.

Il numero cromosomico di base delle specie del gruppo è: n = 8. Queste specie sono poche diploidi; raramente pentaploidi o esaploidi; normalmente triploidi e tetraploidi.

### Elenco delle specie
La sezione di questa voce ha oltre 130 specie (delle quali 30 sono presenti sul territorio italiano):
Specie italiane
- Taraxacum aginnense   Hofstra, 1985 - Distribuzione: in Italia si trova in Toscana (da verificare); altrove è presente in Francia.
- Taraxacum amplexum   Sonck, 1998: il tipo corologico è  Endemico; in Italia si trova nel Veneto.
- Taraxacum annalisae   Carlesi & Peruzzi, 2012: il tipo corologico è  Endemico; in Italia si trova in Campania; numero cromosomico 2n = 32.
- Taraxacum arachnoideum   Kirschner & Stepánek, 1983 - Distribuzione: in Italia si trova nel Friuli; altrove è presente nell'ex Jugoslavia; numero cromosomico 2n = 32.
- Taraxacum candrianii   Soest, 1965 - Distribuzione : in Italia si trova in Lombardia (da verificare); altrove è presente in Svizzera.
- Taraxacum carthusianorum   Aquaro, Caparelli & Peruzzi, 2008 - Tarassaco dei Certosini: il tipo corologico è  Endemico; in Italia si trova Calabria; numero cromosomico 2n = 14.
- Taraxacum ciliare   Soest, 1965 - Distribuzione: in Italia si trova in Emilia (forse estinto); altrove è presente in Spagna, Francia e Germania.
- Taraxacum delanghii    Soest, 1965: il tipo corologico è  Endemico; in Italia si trova in Toscana (forse estinto); altrove è presente in Francia e Germania.
- Taraxacum divulsifolium   Soest, 1965 - Distribuzione: in Italia si trova in Emilia e Toscana (da verificare); altrove è presente in Francia.
- Taraxacum dolmiticum   Soest, 1965 - Tarassaco delle Dolomiti: il tipo corologico è  Endemico; in Italia si trova in Trentino-Alto Adige.
- Taraxacum frisicum   Soest, 1956 - Distribuzione: in Italia si trova in Emilia (da verificare); altrove è presente in Germania; numero cromosomico 2n = 24 e 32.
- Taraxacum huterianum   Soest, 1965 - Tarassaco di Huter: in Italia si trova nel Trentino-Alto Adige; altrove è presente in Austria; numero cromosomico 2n = 40.
- Taraxacum lacustre   Soest, 1965 - Tarassaco lacustre: il tipo corologico è  Endemico; in Italia si trova in Trentino-Alto Adige.
- Taraxacum lilianae   Aquaro, Caparelli & Peruzzi, 2008 - Tarassaco di Liliana: il tipo corologico è  Endemico; in Italia si trova nella Basilicata; numero cromosomico 2n = 24.
- Taraxacum limosicola   Kirschner & Stepánek, 1998 - Distribuzione: in Italia si trova in Emilia (da verificare); altrove è presente in ex Cecoslovacchia.
- Taraxacum madidum   Kirschner & Stepánek, 1994 - Distribuzione: in Italia si trova in Trentino-Alto Adige; altrove è presente in Europa centrale; numero cromosomico 2n = 24.
- Taraxacum mannoccii   Carlesi & Peruzzi, 2012: il tipo corologico è  Endemico; in Italia si trova in Toscana; numero cromosomico 2n = 24.
- Taraxacum multisinuatum   Kirschner, Sonck & Stepánek, 1989 - Distribuzione: in Italia si trova in Calabria; altrove è presente in Grecia; numero cromosomico 2n = 24.
- Taraxacum noterophilum   Kirschner, Sonck & Stepánek - Distribuzione: in Italia si trova in Toscana (da verificare); altrove è presente in Grecia; numero cromosomico 2n = 24.
- Taraxacum odiosum   Kirschner & Stepánek, 1998 - Tarassaco odioso: in Italia si trova in Campania (forse è estinto); altrove è presente in Francia.
- Taraxacum olivaceum   Soest, 1965 - Distribuzione: in Italia si trova in Toscana e nei Friuli (da verificare); altrove è presente nella Penisola Balcanica; numero cromosomico 2n = 32.
- Taraxacum pauckertianum   Hudziok, 1969 - Distribuzione: in Italia si trova in Toscana (da verificare); altrove è presente in Europa nord-orientale; numero cromosomico 2n = 24.
- Taraxacum refectum   Sonck, 1985 - Distribuzione: in Italia si trova nelle Marche (forse estinto); altrove è presente nella Penisola Balcanica; numero cromosomico 2n = 32.
- Taraxacum scaturiginosum   G.E.Haglund, 1934 - Distribuzione: in Italia si trova in Toscana e nei Friuli (da verificare); altrove è presente nella Penisola Balcanica, Anatolia, Transcaucasia e Iraq; numero cromosomico 2n = 24.
- Taraxacum siculum   Soest, 1966 - Tarassaco della Sicilia: il tipo corologico è  Endemico; in Italia si trova in Calabria e Sicilia.
- Taraxacum subolivaceum   Sonck, 1986 - Distribuzione: in Italia si trova in Emilia (forse estinto); altrove è presente in Grecia; numero cromosomico 2n = 32.
- Taraxacum tenuifolium   (Hoppe & Hornsch.) W.D.J.Koch, 1840 - Tarassaco a foglie tenui: la pianta è molto gracile e piccola; le foglie sono più o meno intere e grassette; i capolini sono pauciflori; il becco degli acheni è breve; l'habitat tipico sono i prati umidi e le paludi presso il litorale in Italia si trova al Nord; altrove è presente nella Penisola Balcanica; il numero cromosomico è 2n = 16 (è l'unica specie diploide del gruppo in Italia).
- Taraxacum trilobifolium   Hudziok, 1967 - Tarassaco a foglie trilobate: in Italia si trova al Centro (da verificare); altrove è presente in Europa nord-orientale; numero cromosomico 2n = 32.
- Taraxacum turfosum   (Sch.Bip.) Soest, 1961 - Distribuzione: in Italia si trova in Trentino-Alto Adige (da verificare); altrove è presente in Europa nord-orientale; numero cromosomico 2n = 24.
- Taraxacum vindobonense   Soest, 1965 - Tarassaco di Vienna: in Italia si trova nel Veneto (da verificare); altrove è presente in Europa nord-orientale.

La tabella seguente mette in evidenza alcuni dati relativi all'habitat, al substrato e alla distribuzione di una specie alpina tipica di questo gruppo..
| Specie | Comunità vegetali | Piani vegetazionali | Substrato  | pH     | Livello trofico | H2O     | Ambiente | Zona alpina                                                        |
| --- | ----------------- | ------------------- | ---------- | ------ | --------------- | ------- | -------- | ------------------------------------------------------------------ |
| Taraxacum palustre | 7                 | montano collinare   | Ca - Ca/Si | basico | medio           | bagnato | E1 F3    | Francia, Svizzera e Austria (non è presente sul versante italiano) |
| Legenda e note alla tabella. Substrato: con “Ca/Si” si intendono rocce di carattere intermedio (calcari silicei e simili). Zona alpina: vengono prese in considerazione solo le zone alpine del territorio italiano (sono indicate le sigle delle province). Comunità vegetali: 7 = comunità delle paludi e delle sorgenti Ambienti: E1 = paludi e torbiere basse; F3 = prati e pascoli mesofili e igrofili |                   |                     |            |        |                 |         |          |                                                                    |

### Sinonimi
Sono elencati alcuni sinonimi per questa entità:
- Taraxacum palustre aggr.